# Anatole France metróállomás
Az Anatole France egy metróállomás Franciaországban, a párizsi régió Levallois-Perret településének területén, a párizsi metró 3-as vonalán. Tulajdonosa és üzemeltetője az RATP.

## Metróvonalak
Az állomást az alábbi metróvonalak érintik:
- 3-as metróvonal

## Kapcsolódó állomások
A metróállomáshoz az alábbi állomások vannak a legközelebb:
- Pont de Levallois - Bécon (Pont de Levallois - Bécon, 3-as metróvonal)
- Louise Michel (Gallieni, 3-as metróvonal)